# Greatest Hits II (альбом Кенни Чесни)
| Оценки критиков | Оценки критиков |
| Источник        | Оценка          |
| --------------- | --------------- |
| Allmusic        | [ 1 ]           |

Greatest Hits II — сборный альбом американского кантри-певца Кенни Чесни, выпущенный 19 мая 2009 года на лейбле BNA Records. Он стал его вторым альбомом-компиляцией лучших хитов после Greatest Hits в 2000 году. В альбом вошли двенадцать синглов с 2002 по 2009 год, а также два не сингла с предыдущих альбомов («Be as You Are» из Be as You Are (Songs from an Old Blue Chair) и «I’m Alive» из Lucky Old Sun). Также в альбом вошла новая песня «Out Last Night», которая была выпущена в качестве сингла в апреле 2009 года, а затем «I’m Alive» в августе 2009 года. Альбом получил положительные отзывы и платиновую сертификацию RIAA в США. Песня «Out Last Night» стала хитом номером один в чартах кантри-музыки в США и Канаде.

## Об альбоме
Альбом был переиздан 9 февраля 2010 года и включил два новых трека, «This Is Our Moment» и «Ain’t Back Yet». Первый трек был использован телеканалом ESPN в качестве футбольной темы для колледжа и занял 46-е место по результатам эфира, а второй был выпущен на радио в качестве сингла альбома в феврале 2010 года.
По неизвестным причинам несколько хитов, включая синглы номер один «Don’t Blink», «Better as a Memory» и «Everybody Wants to Go to Heaven», были исключены из этого альбома.

## Отзывы
Альбом Greatest Hits получил положительные отзывы музыкальных критиков и интернет-изданий. Стивен Томас Эрлевайн оценил альбом в четыре звезды из пяти на сайте AllMusic и отметил, что альбом получился более сильным, чем два его последних студийных альбома, потому что в нём не так много расслабленных песен. Эрлевайн также отметил, что Чесни в превратился в крупнейшую кантри-звезду в США и «доминировал большую часть десятилетия со своим лёгким, беззаботным карибским кантри, в равной степени напоминающим рок из глубинки и пляжную музыку Джимми Баффета. Это доминирование подытожено на сборнике Greatest Hits II 2009 года. Некоторые из его полных альбомов были достойны внимания сами по себе, но ни один из них не передал всего его лёгкого обаяния так, как этот прекрасный сборник хитов». Он назвал «Out Last Night» «приятным дневным шаффлом».

## Коммерческий успех
Альбом дебютировал на третьем месте в американском хит-параде Billboard 200 и на первом месте в Top Country Albums в первую неделю после выхода. 27 ноября 2012 года альбом был сертифицирован Ассоциацией звукозаписывающей индустрии Америки (RIAA) как платиновый с продажами более миллиона копий в США. По состоянию на апрель 2017 года альбом был продан в США в количестве 1 343 500 копий.

## Список композиций
| №   | Название                                        | Автор(ы)                                     | Длительность |
| --- | ----------------------------------------------- | -------------------------------------------- | ------------ |
| 1.  | «Out Last Night»                                | Кенни Чесни, Бретт Джеймс                    | 3:21         |
| 2.  | «Living in Fast Forward»                        | David Lee Murphy, Rivers Rutherford          | 3:32         |
| 3.  | «Young»                                         | Craig Wiseman, Naoise Sheridan, Steve McEwan | 3:56         |
| 4.  | «Summertime»                                    | Wiseman, McEwan                              | 3:27         |
| 5.  | «Down the Road» (дуэт с Маком Маканалли)        | Мак Маканалли                                | 3:01         |
| 6.  | «Beer in Mexico»                                | Chesney                                      | 4:32         |
| 7.  | «There Goes My Life»                            | Neil Thrasher, Wendell Mobley                | 5:02         |
| 8.  | «When the Sun Goes Down» (дуэт с Uncle Kracker) | James                                        | 4:50         |
| 9.  | «Anything but Mine»                             | Scooter Carusoe                              | 5:24         |
| 10. | «Be as You Are»                                 | Chesney, Dean Dillon                         | 4:20         |
| 11. | «I Go Back»                                     | Chesney                                      | 4:03         |
| 12. | «No Shoes, No Shirt, No Problems»               | Casey Beathard                               | 3:29         |
| 13. | «The Good Stuff»                                | Wiseman, Jim Collins                         | 3:20         |
| 14. | «Never Wanted Nothing More»                     | Ronnie Bowman, Крис Стэплтон                 | 3:28         |
| 15. | «I’m Alive» (дуэт с Dave Matthews)              | Chesney, Dillon, Mark Tamburino              | 3:19         |

| №   | Название             | Автор(ы)                | Длительность |
| --- | -------------------- | ----------------------- | ------------ |
| 16. | «This Is Our Moment» | Chesney                 | 3:08         |
| 17. | «Ain’t Back Yet»     | Wiseman, Chris Tompkins | 3:46         |

## Позиции в чартах
| Чарт (2009)                        | Высшая позиция |
| ---------------------------------- | -------------- |
| Канада (Canadian Albums Chart)     | 14             |
| США (Billboard 200)                | 3              |
| США (Billboard Top Country Albums) | 1              |

| Чарт (2009)                        | Позиция |
| ---------------------------------- | ------- |
| США Billboard 200                  | 67      |
| США Top Country Albums (Billboard) | 14      |

| Год  | Сингл                                   | Высшая позиция | Высшая позиция | Высшая позиция | Высшая позиция | Сертификации  |
| Год  | Сингл                                   | US Country     | US             | CAN Country    | CAN            | Сертификации  |
| ---- | --------------------------------------- | -------------- | -------------- | -------------- | -------------- | ------------- |
| 2009 | «Out Last Night»                        | 1              | 16             | 1              | 41             | * США: Золото |
| 2009 | «I’m Alive» (при участии Dave Matthews) | 6              | 32             | 6              | 73             | * США: Золото |
| 2010 | «Ain’t Back Yet»                        | 3              | 50             | 2              | 72             |               |

## Сертификации
| Регион                                                      | Сертификация | Продажи    |
| ----------------------------------------------------------- | ------------ | ---------- |
| США (RIAA)                                                  | Платиновый   | 1 000 000^ |
| ^ Данные о тиражах приведены только на основе сертификации. |              |            |